# Santiago Malgosa
Santiago Malgosa, född den 25 juli 1956 i Terrassa, Spanien, är en spansk landhockeyspelare.
Han tog OS-silver i herrarnas landhockeyturnering i samband med de olympiska landhockeytävlingarna 1980 i Moskva.